# Criovulcan

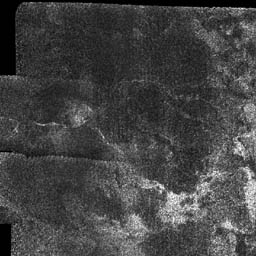
Ganesa Macula (de pe Titan) ar putea fi un dom criovulcanic

Un criovulcan (în limbajul cotidian cunoscut sub denumirea de vulcan de gheață) este un vulcan care erupe materii volatile, cum ar fi apă, amoniac sau metan, în loc de rocă topită.

## Observații
Vulcani de gheață au fost observați pentru prima oară pe satelitul lui Neptun, Triton, în timpul trecerii sondei spațiale Voyager 2 prin apropierea sa în 1989.
La data de 27 noiembrie 2005 Cassini a fotografiat gheizerele de la polul sud al satelitului Enceladus (Vezi și: Criovulcanism pe Enceladus.)
Dovezi indirecte ale activității criovulcanice au fost observate mai târziu pe mai mulți sateliți înghețați din sistemului nostru solar, inclusiv pe Europa, Titan, Ganymede și Miranda. Cassini a observat mai multe caracteristici considerate a fi criovulcani pe Titan, în special Sotra Facula, o caracteristică considerată ca fiind "de departe, cea mai bună dovadă pentru orice topografie vulcanică documentată a unui satelit de gheață". Criovulcanismul este un proces ipotetic considerat a fi o sursă importantă a metanului găsit în atmosfera lui Titan. 
În 2007, cercetările Observatorului Gemini au indicat prezența unor pete de hidrați de amoniac și cristalele de apă la suprafața satelitului lui Pluton, Charon, ceea ce a sugerat prezența unor criovulcani activi/crio-gheizere.